# 迪马罗
迪马罗（義大利語：Dimaro）是意大利特伦托自治省的一个市镇。总面积28.23平方公里，人口1244人，人口密度44.1人/平方公里（2009年）。ISTAT代码为022075。

## 友好城市
- 德国 下迪森（1999年）